# Agi Pandes (illot)
Agi Pandes (grec: Άγιοι Πάντες) és una petita illa grega situada al Golf de Mirabello a la costa nord-est de Creta, vora la ciutat d'Àgios Nikólaos. Està deshabitada i és una reserva de la cabra salvatge de Creta o kri-kri.